# El sembrador de estrellas
El sembrador de estrellas (englischer Festivaltitel The Sower of Stars) ist ein spanischer Kurzfilm unter der Regie von Lois Patiño aus dem Jahr 2022. Der Film feierte am 11. Februar 2022 auf der Berlinale seine Weltpremiere in der Sektion Berlinale Shorts.

## Handlung
Der experimentelle Kurzfilm spielt mit Licht und Dunkelheit Tokios. Ferne Lichter lassen die Umrisse einer Stadt erkennen. Leuchtende Boote kommen über das Wasser, sie tragen schlafende Menschen. Ein Gebäude mit vielen beleuchteten Aufzügen wird zu einer Ansammlung von Lichtpunkten verfremdet, die wie Sterne aussehen. Der Erzähler macht den Eindruck, er sei der Sternensäer; er  weckt die Schlafenden auf und reist mit ihnen durch die Stadt. Erzählerin und Erzähler sprechen aus dem Off über Literatur und vor allem Philosophie und Transzendenz. Die Stadt verwandelt sich in ein phantastisches Gebilde.

## Produktion

### Filmstab
Regie führte Lois Patiño, der auch für Kamera und Filmschnitt verantwortlich war. Die Musik komponierte Xabier Erkizia.

### Produktion und Förderungen
Produziert wurde der Film ebenfalls von Lois Patiño. 

### Dreharbeiten und Veröffentlichung
Der Film feierte am 11. Februar 2022 auf der Berlinale seine Weltpremiere in der Sektion Berlinale Shorts.

## Auszeichnungen und Nominierungen
- 2022: Internationale Filmfestspiele Berlin
  - Nominierung für den Europäischen Filmpreis[2]
- 2022: Málaga Film Festival